# Wereldkampioenschappen schaatsen afstanden 2015 - 10.000 meter mannen
De 10.000 meter mannen op de wereldkampioenschappen schaatsen afstanden 2015 werd gereden op donderdag 12 februari 2015 in het ijsstadion Thialf in Heerenveen, Nederland.
Jorrit Bergsma was de regerend Olympisch en wereldkampioen, de enige wereldbekerwedstrijd over de tien kilometer dit seizoen werd gewonnen door Bob de Jong die zich niet wist te plaatsen. Bergsma maakte zijn favorietenrol waar en reed in de laatste rit als enige naar een tijd onder de dertien minuten en werd wereldkampioen.

## Plaatsing
De regels van de ISU schrijven voor dat er maximaal twaalf schaatsers zich plaatsen voor het WK op deze afstand. Geplaatst zijn de beste zes schaatsers van het wereldbekerklassement na vier manches, aangevuld met de zes tijdsnelsten van de wereldbekerwedstrijd in Seoel. Achter deze twaalf namen werd op tijdsbasis nog een reservelijst van zes namen gemaakt. Aangezien het aantal deelnemers per land beperkt is tot een maximum van twee (eerdere jaren was dit drie), telt de derde (en vierde etc.) schaatser per land niet mee voor het verloop van de ranglijst. Het is aan de nationale bonden te beslissen welke van hun schaatsers, mits op de lijst, naar het WK afstanden worden afgevaardigd.

## Statistieken

### Uitslag
| #      | Naam                  | Land | Tijd     |
| ------ | --------------------- | ---- | -------- |
| Goud   | Jorrit Bergsma        | NED  | 12.54,82 |
| Zilver | Erik Jan Kooiman      | NED  | 13.02,57 |
| Brons  | Patrick Beckert       | GER  | 13.10,95 |
| 4      | Sverre Lunde Pedersen | NOR  | 13.12,40 |
| 5      | Aleksandr Roemjantsev | RUS  | 13.14,62 |
| 6      | Ted-Jan Bloemen       | CAN  | 13.17,24 |
| 7      | Lee Seung-hoon        | KOR  | 13.19,03 |
| 8      | Bart Swings           | BEL  | 13.22,85 |
| 9      | Alexej Baumgärtner    | GER  | 13.30,24 |
| 10     | Jevgeni Serjajev      | RUS  | 13.36,34 |
| 11     | Jordan Belchos        | CAN  | 13.41,72 |
| 12     | Martin Hänggi         | SUI  | 13.57,65 |

### Loting
| Rit | Binnenbaan            | Buitenbaan            |
| --- | --------------------- | --------------------- |
| 1   | Jevgeni Serjajev      | Martin Hänggi         |
| 2   | Lee Seung-hoon        | Jordan Belchos        |
| 3   | Erik Jan Kooiman      | Ted-Jan Bloemen       |
| 4   | Alexej Baumgärtner    | Patrick Beckert       |
| 5   | Sverre Lunde Pedersen | Aleksandr Roemjantsev |
| 6   | Jorrit Bergsma        | Bart Swings           |

1996 · 
1997 · 
1998 · 
1999 · 
2000 · 
2001 · 
2003 · 
2004 · 
2005 · 
2007 · 
2008 · 
2009 · 
2011 · 
2012 · 
2013 · 
2015 · 
2016 · 
2017 · 
2019 ·
2020 ·
2021 ·
2023 ·
2024 ·
2025